# Crisia denticulata
Crisia denticulata är en mossdjursart som först beskrevs av Jean-Baptiste Lamarck 1816.  Crisia denticulata ingår i släktet Crisia och familjen Crisiidae. Arten är reproducerande i Sverige.

## Underarter
Arten delas in i följande underarter:
- C. d. arctica
- C. d. arctica
- C. d. borgi